# Churchill College
Churchill College é uma faculdade constituinte da Universidade de Cambridge, Inglaterra. Tem foco principal em ciência, engenharia e tecnologia, mantendo também grande interesse em arte e humanidades.

## Professores famosos
- Robert Geoffrey Edwards
- George Steiner
- Ghil'ad Zuckermann